# أبسلي هاوس

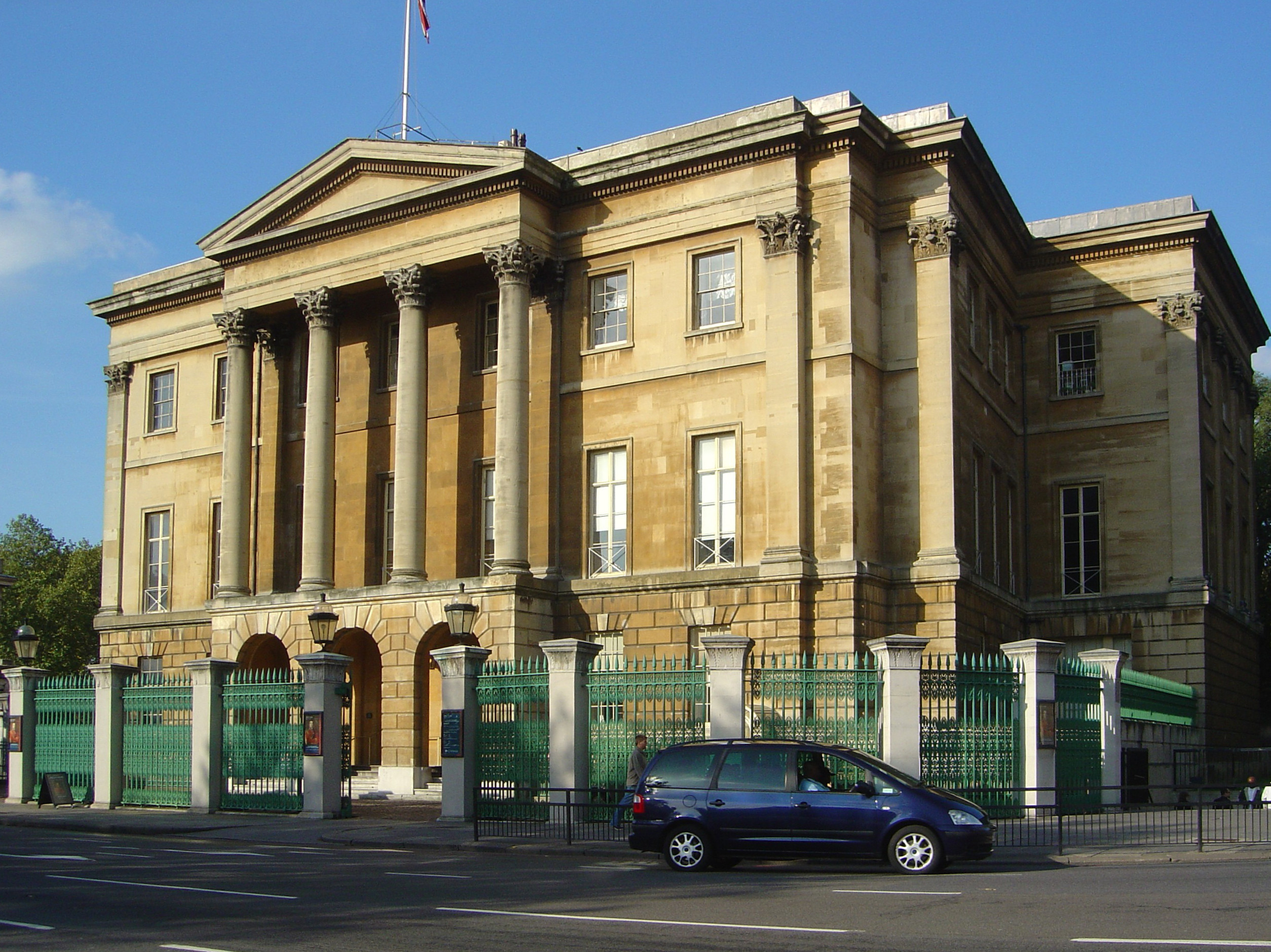
أبسلي هاوس.

أبسلي هاوس (تعرف أيضا بـ رقم واحد، لندن) مبنى كان في السابق مقر «دوق ولنغتون»، تقع عند «الهايد بارك كورنر» - وهي الزاوية الجنوب شرقية للهايد بارك.
بنيت ما بين سنة 1771 و 1778 م على يد المعماري روبرت آدم.

## معرض صور

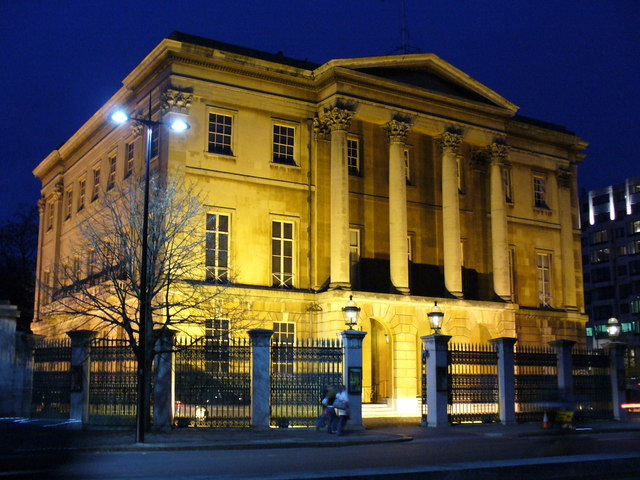
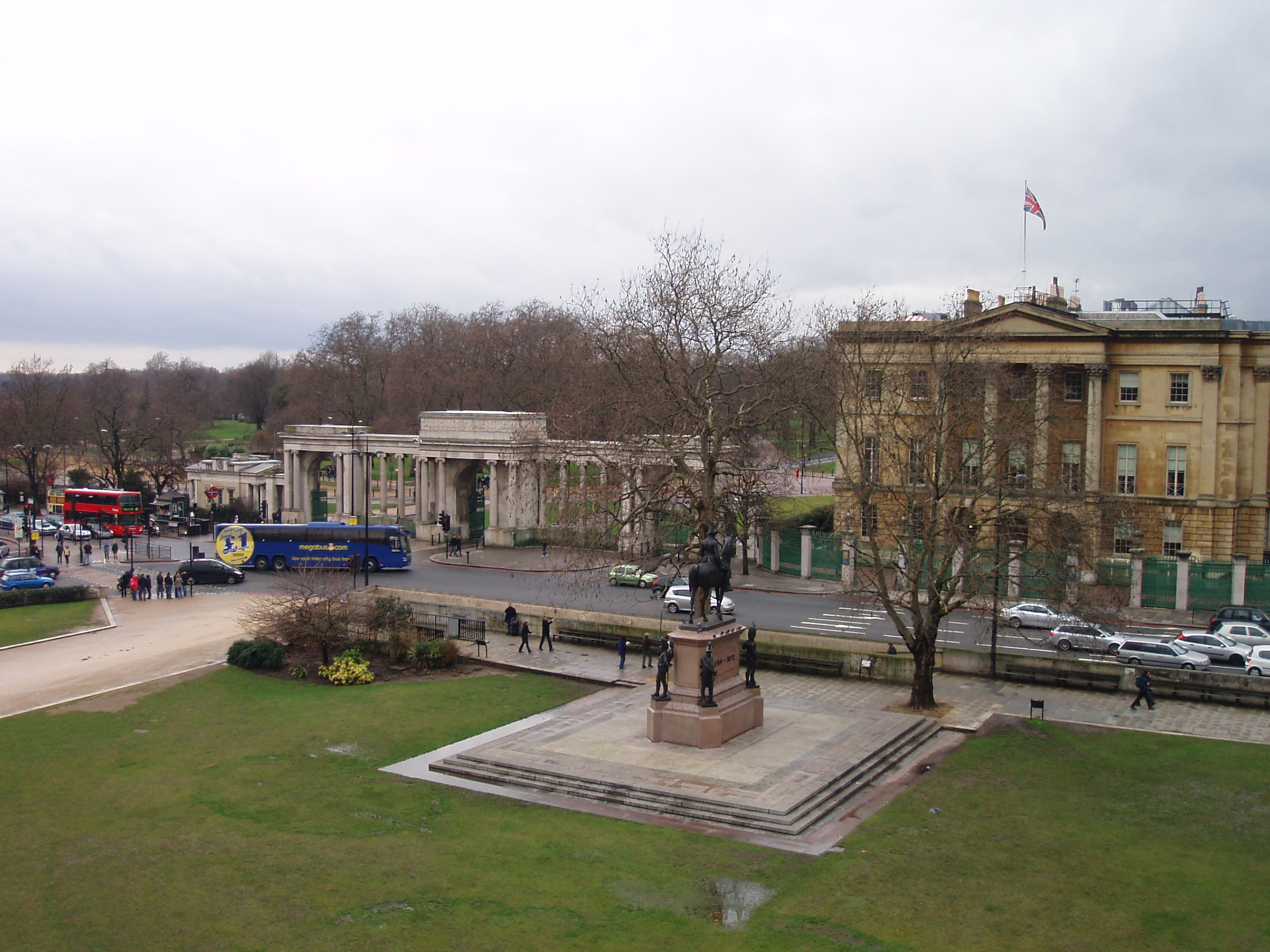
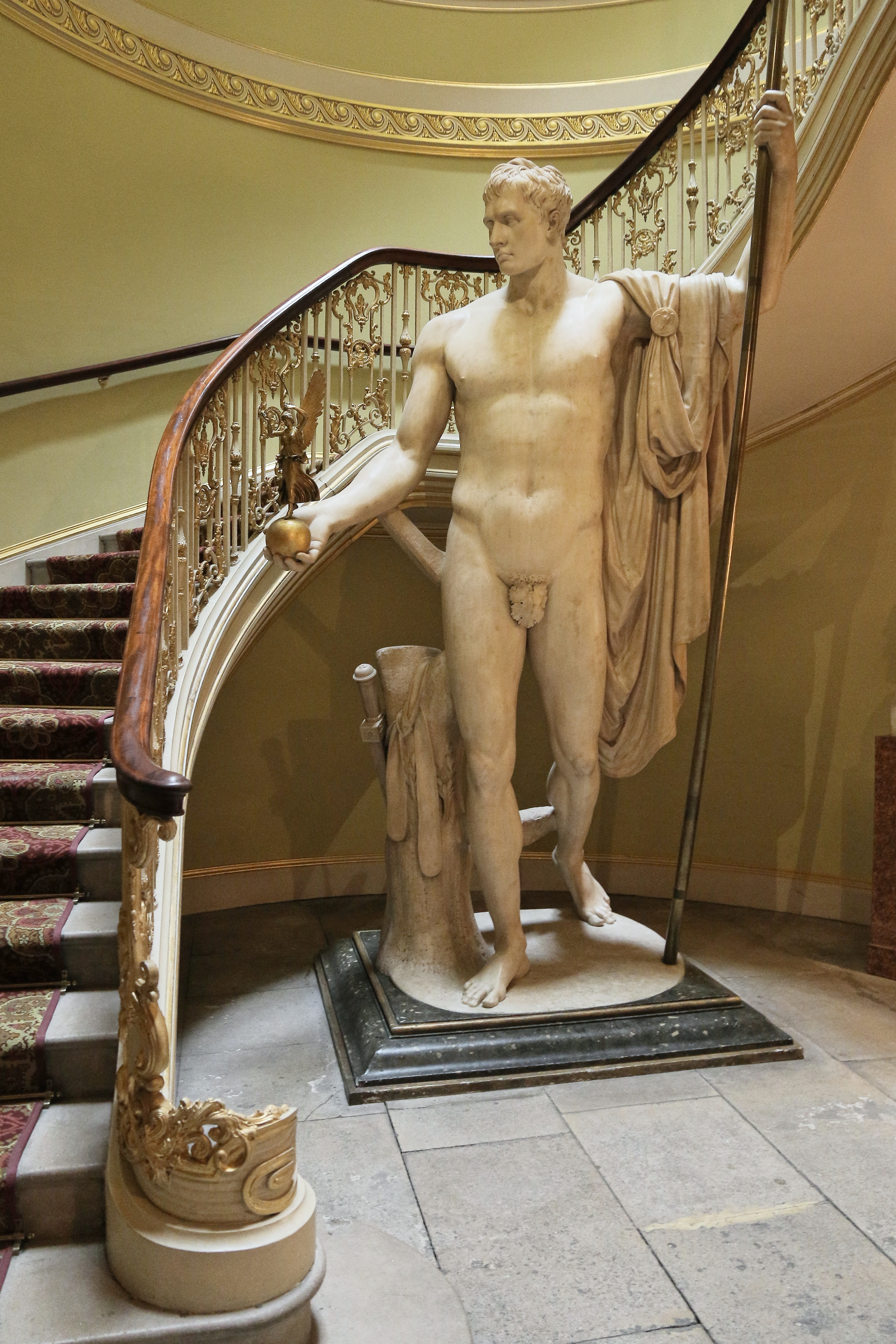
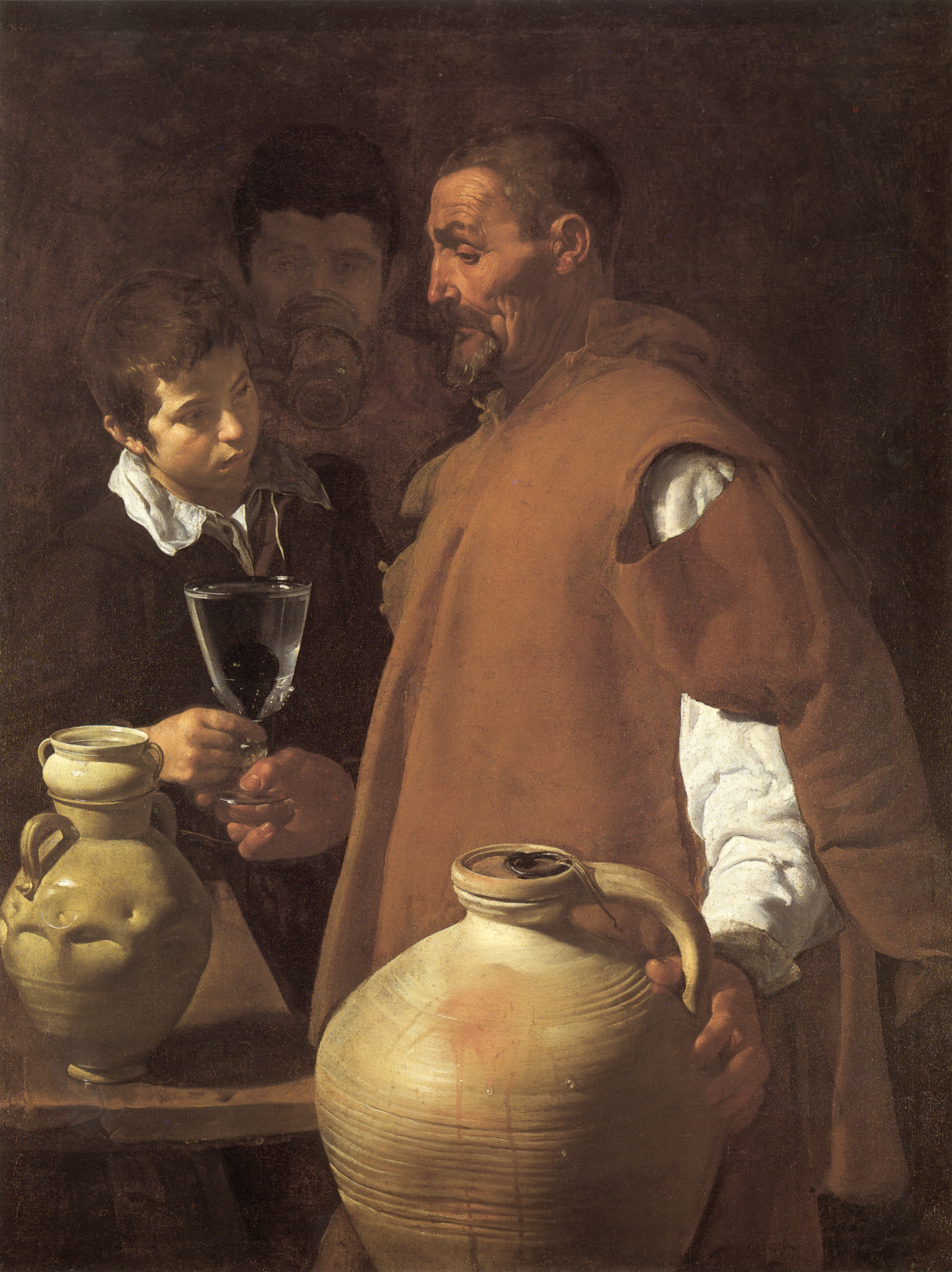
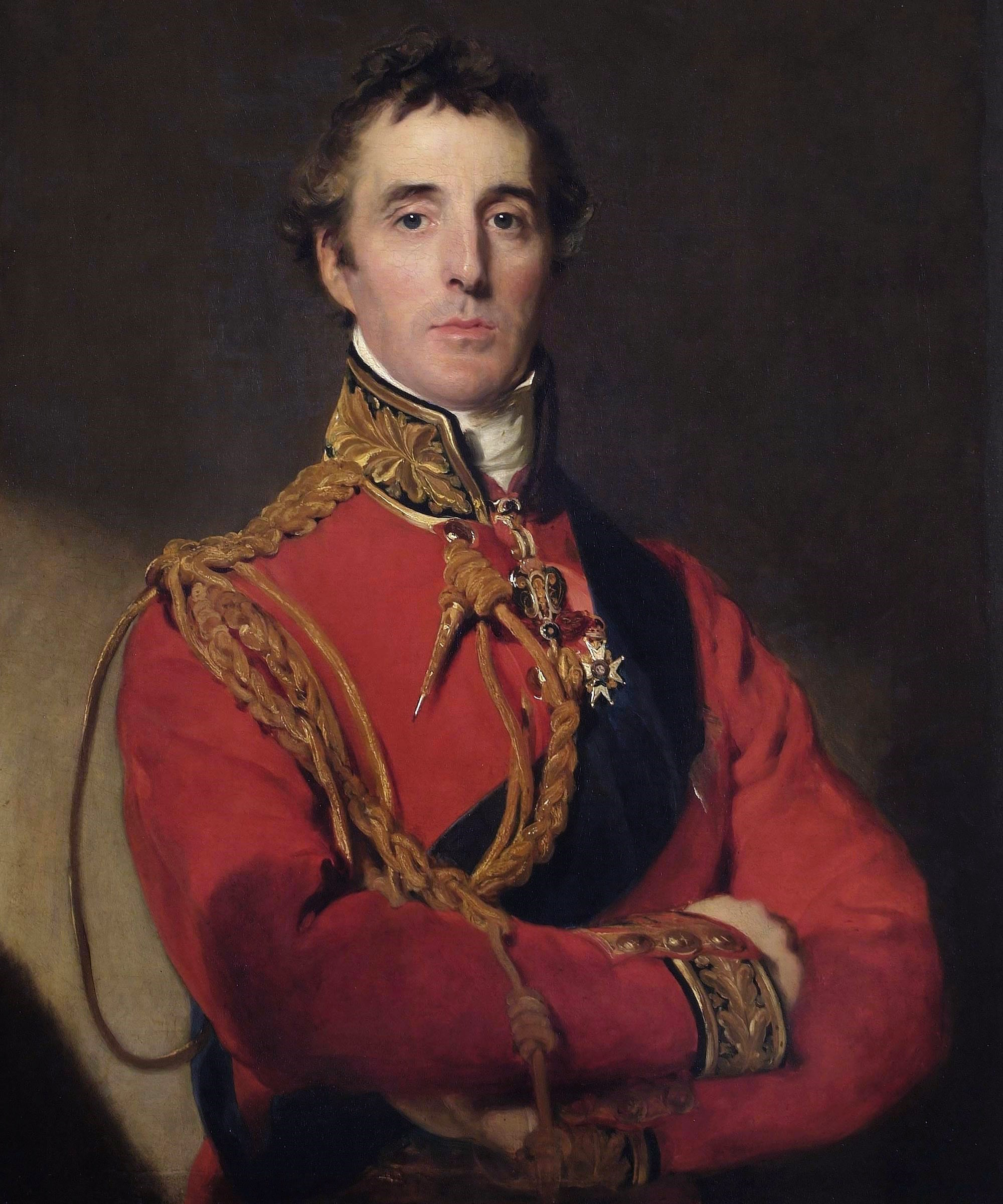
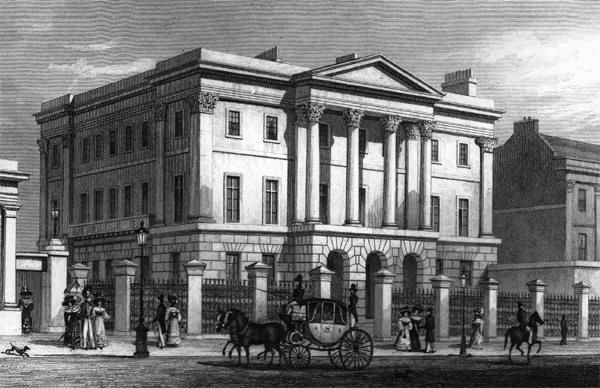